# 欽ちゃん&香取慎吾の全日本仮装大賞
『欽ちゃん&香取慎吾の全日本仮装大賞』（きんちゃんアンドかとりしんごのぜんにほんかそうたいしょう、英字表記:ALL JAPAN KASOH GRAND-PRIX）は、日本テレビ系列で年1回、1月あるいは2月に放送される日本の視聴者参加型番組で、萩本欽一と香取慎吾の冠番組でもある。2025年（令和7年）1月13日に第100回が放送された。

## 概要

### 番組内容
視聴者が試行錯誤した「仮装作品」を競う番組である。
初期は『ズームイン!!朝!』の番組内で募集告知したが、現在は電話、はがき、インターネットで応募受付している。全国各地の予選から約30組が幕張メッセや日本工学院アリーナなどで行われる本選へ出場する。
番組テーマ曲は、米国映画「ウィズ」の劇中歌「Ease on Down The Road」（ダイアナ・ロス、マイケル・ジャクソン）とよく似ているが、番組オリジナル曲としている（作曲は木森敏之）。

### 番組の歴史
コント55号の萩本欽一が司会で、1975年（昭和50年）から3年連続で大晦日に放送された『コント55号の紅白歌合戦をぶっ飛ばせ!なんてことするの!?』を基に企画されている。初放送は1979年（昭和54年）12月31日21:00 - 23:30に『欽ちゃんの紅白歌合戦をぶっ飛ばせ!第1回全日本仮装大賞〜なんかやら仮そう!〜』として新宿コマ劇場から生放送され、78組が出場した。当初は仮装行列的作品が多数であったが、後に洗練された作品の比率が増加していく。
第1回の番組名の通り、元々は裏番組で放送されていた『NHK紅白歌合戦』の対抗番組として企画されたものであり、企画自体も1回限りの予定だった。しかし、視聴率は4.8%と善戦したことから、第2回の開催が決定。第2回の視聴率は14.8%と2桁台に乗り、第3,4回も開催。第4回の視聴率は20.8%で、裏番組のナイター中継の巨人 - 広島戦を上回ったことから番組の継続が確定した。
萩本は1985年（昭和60年）3月に当時のレギュラー番組をすべて降板して休養を宣言したが、本番組は例外としてその時期に放送された第15,16回も司会を務めた。本番組も降板するつもりが、日本テレビの齋藤太朗から「欽ちゃんの番組は欽ちゃんがやめると言えば終わりだけど、これは素人の番組だ。俺が一生懸命作って、素人ががんばったんだよ。欽ちゃんはその司会をしているんであって、勝手にやめるって言えないんじゃないの」と説得されて降板を思い留まった、と述懐している。
番組名は、第64回までは『欽ちゃんの爆笑仮装コンテスト 第○回全日本仮装大賞』、香取慎吾が参加以降の第65回と第70-76回は『欽ちゃん&香取慎吾の新!仮装大賞』、第66-69回と第77回以降は『欽ちゃん&香取慎吾の全日本仮装大賞』と変遷している。
1979年（昭和54年）の第1回から1981年（昭和56年）の第4回までは年末年始と春期の年2回放送だが、応募者の増加と第4回の視聴率20.8%により、1982年（昭和57年）の第5回から2003年（平成15年）の第70回までは正月・春期・秋期の年3回放送された。2004年（平成16年）の第71回から2013年（平成25年）の第90回までは、正月と春期の年2回放送された。2014年（平成26年）の第91回からは年1回放送されている。
放送時間は原則として19:00 - 20:54の2時間枠である。過去には『木曜スペシャル』（1994年（平成6年）3月まで）→『スーパースペシャル』（1994年4月から）などの枠で放送され、1982年（昭和57年）から2001年（平成13年）の正月放送は18:30 - 20:54の2時間半枠、香取が参加した2002年（平成14年）から2004年（平成16年）の正月放送は18:00 - 20:54の3時間枠で放送された。
番組史上で最高視聴率を記録したのは第22回（28.3%、関東地区）、最多応募総数を記録したのは第35回（15351組）。

#### 香取加入後のトピックス（2002年（平成14年） - ）
- 放送開始から2001年（平成13年）までの23年間は萩本が単独で司会を担当していたが、2002年（平成14年）1月1日放送の第65回以降は萩本と香取慎吾の共同司会になり、香取は萩本のアシスタントとして進行している。
- ペット・ショップ・ボーイズが2003年（平成15年）に発表した曲「フランボヤント」(Flamboyant)のプロモーション・ビデオで、本番組に出場する日本のサラリーマンがドキュメント風に描かれており、過去の作品の映像が随所で用いられている。主演は俳優の中島けんこう[5]だが、出場シーンは第44回優勝作品「ビリヤード」の映像が使用されている。
- 2005年（平成17年）の『24時間テレビ』内で、「史上最大の生・仮装大賞」と題して歴代の出場者や岩手の養護学校生徒達が仮装している。
- 2011年（平成23年）は3月11日東北地方太平洋沖地震の影響で番組編成が大幅に変更され、3月17日の19:00 - 20:54に当初放送予定だった『東野・岡村の旅猿 プライベートでごめんなさい…旅猿スペシャル in ハワイ』を変更して[注 10]、『欽ちゃん香取慎吾の元気が出る仮装大賞!汗と涙と感動の71作品大連発スペシャル!!』を放送した。
- 第81-85回は審査員が5人体制で一人の持ち点が4点となる。合格ラインは第81-83回は12点以上、第84,85回は15点以上というルールであった。香取参入以降は20点満点が8-15組と数多く出ていたが、第81回は3組、第82回は4組、第83回は1組、第84回は2組、第85回は1組と激減した。
- 第83回は香取慎吾参入以降の回で初めて満点が1組しか出ない大会となった。
- 第86回以降は審査員の仮装と共に人数は10人に戻る[注 11]。審査が10人体制に戻ってからは満点が平均10組以上と再び急増するようになった。
- 第87回で番組史上初トップバッターの優勝作品が生まれる（作品名　龍の骨ダンス）。また番組史上初めて棄権を除くすべての作品が合格する。
- 第89-98回は視聴者生投票を実施した。また上位3作品以外の各賞賞金が10万円に減少する。
- 第91回で番組史上最多の満点19組を記録する（それまでの最高記録は第79,86回の15組）。また出場者の半数以上が満点を獲得するのもこの回が初めてである。
- 第94回で番組史上初めて、萩本の提案で不合格者同士のコラボ仮装が行われる（17番の「流鏑馬」と26番の「あばれ御輿」の合体作。萩本が26番を「日本伝統文化」と改題。満点を獲得）。
- 2017年（平成29年）の『24時間テレビ40』内で、「仮装大賞 24時間テレビ特別編」が行われ、知的障害がある盛岡の高校生5名による仮装や、第91回の「なんだこの顔」・第93回の「えだまめ」も生披露された（特別編のため審査は行っていない）。但し香取の出演は無く、萩本が単独進行。また指原莉乃（当時・HKT48兼STU48）が高校生の仮装時に黒子として出演した。
- 第95回で第64回以来17年ぶりの5作品連続不合格と、番組史上初めての0点作品（演者：ブリリアン、作品名：「山頂アタック」）が発生[6][注 12]。また、合格19組中満点は4組、不合格が16組という、全体的に厳しい審査が行われた。厳格な審査は第96,97回も踏襲される。
- 第96回は合格が17組、不合格が18組と、香取加入後初めて合格が不合格を下回り、合格は香取加入後最少、不合格は香取加入後最多となった。前回0点に終わり、今回観客席に座っていたブリリアンは、この回は真剣に参加した予選も通過できなかった[注 13]。
- 第95,96回は一部生放送を行い、香取慎吾が視聴者生投票の結果を発表した。
- 第98回（2021年（令和3年）2月6日放送分）は新型コロナウイルス感染症対策のため、出場作品を単独または家族での物に限定して無観客で開催され、部門賞の発表は集団感染を避ける為、出場者は通常のステージ上からではなく観客席で待機する形式となった。エスコートアシスタントは、バニーガールの衣装では前回の第97回を最後にエスコートをしておらず、本回は初のスーツでのエスコートになっている。また、萩本が番組降板を仄めかす発言をしたが、放送中や放送後の関係者などから降板に関しての公式な発表は一切されていなかった。後に、次回は新型コロナウイルス感染症の影響により安全に開催することが困難な状況となり、安全に開催できる環境が整った時点で検討するという旨の内容が公式HPから発表された。そのため、2022年（令和4年）と2023年（令和5年）は1回も放送されなかったため、1979年（昭和54年）の番組開始から毎年放送されていた記録は43年で途切れる結果となってしまった[注 14]。
- 2023年（令和5年）8月3日、同日から地区予選の募集を開始。第99回は第97回以来の新型コロナウイルスによる制限がない通常開催となり[7][8]、2023年（令和5年）12月24日に3年ぶりに開催され、2024年（令和6年）2月12日に放送された[9]。
  - 第98回での萩本による降板示唆については、第99回放送前のスポーツ報知とのインタビューで、本人がこれまでの経緯を明かした。当時は体力的に無理と判断し、日本テレビを通さずに一方的に会場で引退宣言を行い、以降暫くの間、日本テレビから度々の出演依頼を会うことなく門前払いで断ってきたが、年単位で日本テレビが折れずに自分へ出演依頼をかけ続けていて、自分にそこまでしてくれる礼だけを告げるつもりで2023年（令和5年）春に面会、そこで第99回の演出が旧知の仲である田中裕樹と告げられると話が変わった。萩本は、番組内容ではなく、番組を作る人間に惚れることを出演基準としており、「田中が出るとなると（事情が）変わる」として、萩本の体調などに配慮した香取主体での進行にするなど演出の変更などを受け入れて再出演を果たした[10]。
  - また、番組休止期間中の2021年（令和3年）10月2日からインターネット同時配信サービス「日テレ系リアルタイム配信」を開始したことから、本番組もその対象となり、同放送回からTVerでの同時・見逃し配信を開始した[11][12][13]。
- 第99回の放送の際に次回の第100回記念大会の参加募集も放送内で告知された。2024年（令和6年）7月19日に開催が正式発表され、同日に本格的に募集を開始。同年12月29日に本選を開催し、2025年（令和7年）1月13日の19:00 - 21:54に放送[14][15]された。
- 2025年（令和7年）2月6日、大阪府の「2025年日本国際博覧会」（2025大阪・関西万博）EXPOホールにて、グランドチャンピオン大会を同年5月6日に開催することを発表した[16]。翌5月7日に、放送は5月26日（月）19:00 - 21:00に「欽ちゃん＆香取慎吾の全日本仮装大賞グランドチャンピオン大会in万博」のタイトルで行われることが発表された[17]。

### 受賞
- 1982年（昭和57年） - 「第20回ギャラクシー賞」テレビ部門・月間賞
- 1995年（平成7年）- 「第12回 ATP賞」バラエティ部門・特別賞
- 2004年（平成16年） - 「アジア・テレビジョン・アワード2004」娯楽番組部門・最優秀賞

### 海外での展開
本番組はアジア圏を中心とした海外でも放送されており、中国などの様に本番組の知名度が高い国もある。
1988年（昭和63年）1月2日放送の第23回は海外予選がハワイで行われ、以後ロサンゼルス、香港、台湾などで地区予選が行われる国際的番組となる。
日本テレビによる番組フォーマット権販売も行われており、フランスでは2006年にTF1にて、イタリアでは2008年にメディアセットにて、それぞれ現地版の『仮装大賞』が制作されている。
2021年（令和3年）7月23日に開催された東京オリンピックの開会式では同式典で披露されたピクトグラムの演出について、開会式を生中継した中国中央電視台（CCTV）では「仮装大賞」と紹介した。

## 出演者

### 司会者
- 萩本欽一 （第1回 - 現在）
- 香取慎吾 （第65回 - 現在）

### ナレーター
2代目の小澤と3代目の堀は、キー局制作のバラエティ番組としては珍しく地方局のアナウンサーが起用された。
- 初代：橋本テツヤ - 第3-5,7-24回 (21度)
第6回は橋本に代わり当時日本テレビアナウンサーだった福留功男が審査員と兼務でピンチヒッターを務めた。
- 2代目：小澤一彦（当時鹿児島テレビアナウンサー） - 第25回 (1度)
- 3代目：堀敏彦（浅井企画所属タレント→テレビ新潟アナウンサー→フリーアナウンサー・新潟県拠点のローカルタレント） - 第26-98回 (73度)
テレビ新潟時代は新潟地区予選のスタッフも兼務、2023年（令和5年）に同局を定年退職し、フリーアナウンサーとしてご活躍中。
- 4代目：鈴江奈々（日本テレビアナウンサー） - 第99回-現在 (3度)　女性初・第99回は審査員と兼務・グランドチャンピオン大会では表彰式に参加。

## 会場
| 会場                                       | 使用回                                                       | 使用回数 |
| ------------------------------------------ | ------------------------------------------------------------ | -------- |
| 新宿コマ劇場                               | 1                                                            | 1度      |
| 後楽園ホール                               | 2-4,6,7,9,10,12,13,15,16,18-21,23,24,26,27,29-65,67-71,73-75 | 64度     |
| 日本青年館ホール                           | 5,8,11,14,17                                                 | 5度      |
| 戸田市文化会館                             | 22,25                                                        | 2度      |
| 八千代市市民会館                           | 28                                                           | 1度      |
| 幕張メッセ国際展示場（幕張イベントホール） | 66,72,76,77,91,94                                            | 6度      |
| 東京ビッグサイト                           | 78,79,93                                                     | 3度      |
| TOKYO DOME CITY HALL(旧・JCBホール)        | 80-90                                                        | 11度     |
| 東京国際フォーラム・ホールB7               | 92                                                           | 1度      |
| 日本工学院アリーナ                         | 95-100                                                       | 6度      |

## 番組の流れ

### 本選までの道のり
1. 申し込み　申込書を郵送あるいはFAXで「日本テレビ・仮装大賞本部」へ送付する。
2. 書類審査　合格すると電話で予選日程日時を通知される。
3. 作品製作　セットや道具を自費で製作する。
4. 地区予選　現在は札幌（北海道）、仙台（東北地方で尚且つ太平洋側）、新潟（東北地方で尚且つ日本海側・新潟県も含む）、東京（関東・海外）、長野（甲信）、静岡（静岡）、福井（北陸）、名古屋（東海）、大阪（近畿）、広島（中国）、高松（四国）、福岡（九州・沖縄）で開催されている。
5. 本選会場　番組へ出場して公開審査を受ける。

- 『土曜トップスペシャル』で放送していた時期があり、1984年（昭和59年）3月まではネットしていた長崎放送(TBS系)で出場者募集を行っていた。
- 山形県では山形放送で出場者募集を行っていたが、1993年（平成5年）3月まで日曜日に放送される場合は山形テレビ（当時はフジテレビ系、現在はテレビ朝日系）で放送していた。
- 第98回は地区予選を行わず、書類審査に合格すると作品を制作して、演技した作品を撮影して仮装大賞本部へ送付する方式が採られた。このVTR審査に合格すると本選出場となった。

### 本選の基本的な構成
1. オープニング、審査員紹介、萩本・香取の掛け声。
2. 作品発表、審査
3. 合格者紹介[注 16]
4. 各賞表彰式
5. エンディング、視聴者投票結果発表[注 17]、優勝作品紹介[注 18]

## 審査
| 放送回            | 1       | 2-80     | 81-83    | 84,85    | 86-      |
| ----------------- | ------- | -------- | -------- | -------- | -------- |
| 審査員の人数      | 15人    | 10人     | 5人      | 5人      | 10人     |
| 1人あたりの持ち点 | 1点     | 2点      | 4点      | 4点      | 2点      |
| 合格点            | 8点以上 | 15点以上 | 12点以上 | 15点以上 | 15点以上 |
| 満点              | 15点    | 20点     | 20点     | 20点     | 20点     |

- 第1回の審査方法は、15人の審査員が、15点満点から持ち点1点を減らしていく減点方式で、演者の演技終了時に得点が8点以上なら合格であった。
- 第2-80回と第86回以降は、10人の審査員が、1人あたり2点の持ち点で計20点を投票する加点方式。審査員が一度加点した得点は取り消されない。演技が終了し、得点パネルの14点と15点の間にあるボーダーの赤ランプが点灯した時点から審査が始まる。審査員が投票ボタンを0-2回押し、10人の合計得点が15点以上になると自動的にファンファーレが鳴り[注 20]、合格となる。逆に得点が14点以下で加点が途切れた状態が一定時間（近年では10秒程度）続くと不合格となり、鐘の音が鳴り響く。但し、鐘が鳴ったあとも演者が退場するまでは加点が可能なため、演技終了後の講評中に司会者のフォローや演者のアピールなどにより、審査員のおまけで加点されて15点以上になり合格することがある。
- 第81-85回の審査員は5人で、1人あたりの持ち点は4点だった。
- 合格点も第81-83回は20点満点中12点以上に引き下げられたが、第84回から再び15点以上に戻された。
- 第89-98回は視聴者生投票を実施していた。テレビのデータ放送[注 21]やパソコン[注 22]、携帯電話、スマートフォンからリアルタイムで作品を会場の審査員同様に持ち点2点で審査することができた。

## 審査員に関する備考

### 審査員長
表彰式で各賞の発表や審査の統括、講評を行う。第1-64回に設置され、このうち青島幸男が44度務めた。席順では中央付近（5枠ないし6枠）に配置された。第65回に香取が参入したのを機に廃止。
| 人物       | 出場回                          | 経験回数 |
| ---------- | ------------------------------- | -------- |
| 青島幸男   | 1,3-6,8,10-17,19-32,35-44,59-64 | 44度     |
| 藤本義一   | 2                               | 1度      |
| 赤塚不二夫 | 7,9                             | 2度      |
| 岡田眞澄   | 18,33                           | 2度      |
| 植木等     | 34,45,48                        | 3度      |
| 大島渚     | 46,47,49-54                     | 8度      |
| 浅井慎平   | 55-58                           | 4度      |

### 審査員としての出場回数上位者
| 回数 | 人物       | 出場回                                                         | 備考                                               |
| ---- | ---------- | -------------------------------------------------------------- | -------------------------------------------------- |
| 79   | 山本晋也   | 1-47,49-80                                                     |                                                    |
| 56   | 藤田弓子   | 8-11,18-69                                                     |                                                    |
| 45   | 青島幸男   | 1,3-6,8,10-17,19-32,35-44,58-64                                | 第58回を除く全ての回で審査員長として出演。         |
| 39   | 岡田眞澄   | 1-22,24-30,32-41                                               | 第18,33回は審査員長として出演。                    |
| 25   | 久本雅美   | 42-44,47-49,51,52,54,55,58,60,64,66,67,70,72,74,78,80,86,94-97 |                                                    |
| 21   | 藤村俊二   | 54-56,59,62,65-80                                              |                                                    |
| 18   | 所ジョージ | 1,3-14,16-18,20,23                                             |                                                    |
| 18   | 柴田理恵   | 51,53,56,59,62,63,69,71,73,76,77,79,88,89,91-93,98             | 第92,93回は審査員経験回数が1回分少なく紹介された。 |
| 13   | 関根勤     | 43,48,51,53,55,57,59,61,68,71,75,88,90                         |                                                    |
| 12   | 城戸真亜子 | 23,27,37,43,46,49,51,52,55,57,61,72                            |                                                    |
| 12   | 磯野貴理子 | 60-63,65,68,70,71,73,75,77,79                                  | 第77,79回は「磯野貴理」名義で出演。                |
| 10   | 赤塚不二夫 | 2-11                                                           | 第7,9回は審査員長として出演。                      |
| 10   | 高橋英樹   | 46,49,52,55,57,66,67,70,74,76                                  |                                                    |

### 審査員の服装
- 第1-79,86-90回では審査員は仮装をした状態で審査や講評を行い、番組を盛り立てた。第7回以降は「漫画の主人公」「歴史上の偉人」「世界の民族衣装」など、回ごとに一貫した仮装のテーマが与えられた。
- 審査員は人物に仮装することがほとんどだが、第12回に岡本太郎が（回のテーマを無視して）太陽の塔に仮装したことがある他、正月大会ではサイコロやお供え餅などの物[注 23]に仮装することもあった。
- 第80-85回と第91回以降は仮装せずに正装で出演している。ただし、2025年（令和7年）に放送されたグランドチャンピオン大会では日本人の審査員については仮装が復活した。

### その他
- 審査員10人中1-2人、日本テレビのアナウンサーや読売新聞の記者・編集委員が務めることが多い。テレビ雑誌のスタッフや読売以外の一般紙・スポーツ紙の新聞記者が審査に加わることもある。
- 第54回の猿岩石や第78,94回のキャイ〜ン、第86,88回のオードリーなど、2人で1人分として持ち点2点、1人あたりの持ち点1点で審査する組が登場することがある。最多は第94回の3組。但し、第79回のタカアンドトシや第92回のキャイ〜ンは、2人それぞれ持ち点2点で審査した。
- 審査員の紹介肩書きは、構成作家の意向による本番組独自のものが多く、久本雅美は毎回「大女優」と冠が付いており、山田まりやなどは「お茶の間タレント」と紹介されていた。また、第13回の審査員のうち近江俊郎のみ肩書がなかった。
- 芸能人審査員の中にはヒロミや清水圭、山崎邦正、又吉直樹など、演者として出場した経験を持つ人物もいる。
- 第98回では番組の常連出場者で最多優勝記録を持つ梶原比出樹が審査員に招かれた。

## 表彰
- 出場者は、本選で合格した時点で「入賞」扱いとなり、メダルが授与される。メダルは徐々にデザインが変化している。
- 最終審査で、合格者の中からアイデア賞などの各賞や第3位・準優勝・優勝を選定し、表彰を行う。合格者のみ表彰式に参加することができる。各賞の発表は第1-48,55-64回は審査員長が行っていたが、第65回からは香取慎吾が担当している[注 24]。

### 現在の賞と賞金
原則として以下の9つの賞が設定されている。
- 優勝：100万円
- 準優勝：50万円
- 第3位：30万円
- それ以外の部門賞は以下の通り。それぞれ10万円。
  - 技術賞
  - 努力賞
  - ファンタジー賞
  - 演技賞
  - ユーモア賞
  - アイデア賞

部門賞、第3位、準優勝を受賞すると盾が、優勝するとトロフィーが授与される。また上位3賞には賞金パネルも授与される。

### 過去の賞と賞金
| 放送回 | 1        | 2-49  | 50    | 51,52 | 53-55 | 56-67 | 68,69 | 70-80 | 81    | 82-88 | 89-   |
| ------ | -------- | ----- | ----- | ----- | ----- | ----- | ----- | ----- | ----- | ----- | ----- |
| 優勝   | 100万    | 100万 | 200万 | 100万 | 100万 | 200万 | 200万 | 200万 | 200万 | 100万 | 100万 |
| 準優勝 | 50万     | 50万  | 100万 | 50万  | 50万  | 50万  | 100万 | 50万  | 50万  | 50万  | 50万  |
| 第3位  | 20万     | 20万  | 50万  | 20万  | 30万  | 30万  | 50万  | 30万  | 省略  | 30万  | 30万  |
| 部門賞 | 下記参照 | 10万  | 20万  | 10万  | 10万  | 20万  | 25万  | 20万  | 20万  | 20万  | 10万  |

- 第1回の部門賞に限っては、オートバイや高級腕時計などの賞品形式だった。
- 番組開始当初より上位入賞者には大きな賞金ボードが贈呈される。第55回までは萩本のイラストが描かれた紙幣をイメージしたデザインのボードが贈呈されていたが、第56回以降は小切手（第64回までは萩本のイラストはそのまま使用）をイメージしたデザインになっている。
- アイデア賞とユーモア賞は第1回から、ファンタジー賞は第3回から、演技賞は第4回から、技術賞は第18回から登場。
- 第1,2,4-80回に存在していた努力賞が第90回から復活した。
- 第1,2回は技能賞、第3回はハッスル賞も設けられていたが、現在は廃止されている。
- 第1,2回は、観客も仮装する事が条件だったため特に優秀な仮装をした観客に対して「欽ちゃんの観客大賞」という賞が贈呈されていた。賞品は『グアム旅行』。
- 第1-7回は上位三賞入賞チームに対して、金・銀・銅の小さなトロフィーが授与されていたが、第8回以降は大きなトロフィーに変更され、第82回以降は準優勝と第3位は盾に変更される。
- 第10回では当時の最多出場チーム（出場7作品すべて合格という快挙も達成している）に対し、感謝状と記念品（電動工具セット）が贈呈された。
- 第20回以降は節目の回などに記念賞や特別賞が設けられることがある。基本的に合格者が受賞対象だが、第50回以降は不合格者から選ばれるケースもあった。
  - 第20回、第30回：10万円
  - 第40回：30万円
  - 第50回記念賞は6組が受賞した（うち2組は不合格者から選出）。
  - 20年特別賞（第53回）、第55回、第60回：20万円
  - 第60回記念賞は萩本により不合格者から選ばれた。
  - 第61回は不合格者、第62回は合格者から、萩本から高い評価を得た作品に「欽ちゃん賞」という特別賞が贈られた。賞金額は20万円。（第62回は放送されていない）
  - 第76回でも不合格者が1組だけだったことから、特別賞（司会の香取が「がんばったで賞」と命名）が贈られた。賞金はなし。
- 第81回のみ、第3位の表彰が省略された。
- 正月放映分では萩本が出場者に対し「お年玉」を渡していた。初登場は1982年（昭和57年）の第5回でこの時は合格者全員にバニーガールから贈呈された。その後、1985年（昭和60年）の第14回と1986年（昭和61年）の第17回では合格者に対し、1987年（昭和62年）の第20回以降は合否に関係無く萩本から直接贈呈されるシステムへ移行。中身は後楽園遊園地や東京ディズニーランドのチケットや番組オリジナルのテレフォンカードであった。1996年（平成8年）の第47回以降は正月限定で登場する「お年玉の台」も撤去され、番組内のお年玉は廃止されたが、2001年（平成13年）の第62回に1度限りではあるが一部の不合格者限定でお年玉（中身は2001円）が復活した。
- 第98回では本選出場が25組と過去最少だったため演技賞・努力賞・技術賞は設定されなかった。
- 第89-98回は視聴者生投票を実施。最多得票数を獲得した組に視聴者賞が授与された。
- グランドチャンピオン大会では優勝と各国の賞が贈られた。
  - オーストラリア賞（副賞:コアラのぬいぐるみ）
  - マリ賞（副賞:Chiwaraという努力をした方に贈る置物）
  - ヨルダン賞（副賞:ヨルダン館限定のストール）
  - アメリカ賞（副賞:アメリカパビリオン公式スパークグッズ他）
  - チリ賞（副賞:チリパビリオンのプレミアムワイン&限定風車）
  - インド賞（副賞:壁掛けの絵画&ストール&ガネーシャ神の置き物）
  - オランダ賞（副賞:パビリオン限定のミッフィー）

## 主なスタッフ

### 第100回時点
- 監修：神戸文彦（以前は演出►総合演出兼制作►総監督）
- 構成：喰始/鶴間政行、君塚良一、関根清貴、金沢達也、柏田眞志
- テクニカルマネージャー：小椋敏宏（第96回-）
- テクニカルディレクター：荻野高康（第100回）
- スイッチャー：早川智晃（第100回）
- カメラ：大庭茂嗣
- 音声：清水新太郎、中山貴晴（中山→第100回）
- パブリックアドレス：木村幸弘
- ビデオエンジニア：萩野谷直樹、日野尊澄（共に第100回）
- 照明︰小笠原雅登、中山佑宇
- 美術：栗原純二、茂木大輝（茂木→第99回-）
- デザイン：北村春美
- 大道具：海老沼浩二（第96回-、第72,95回は美術）
- 音効：石橋裕司、西谷香澄、相田恵美子（石橋・西谷→共に第95回は音楽効果、相田→第100回）
- 技術協力：NiTRO
- 美術協力：日テレアート
- タイムキーパー：矢島由紀子（一時離脱►復帰）
- 編集：宇田裕紀（STUDIO38、第100回）
- MA：山田一宏（STUDIO38、第97,98,100回、一時離脱►復帰）
- プロモーション：梶原美緒、村上淳一（梶原→第99回-、村上→一時離脱►復帰、第97,98回は宣伝）
- 撮影協力：片柳アリーナ（日本工学院専門学校）
- 協力：札幌テレビ／水越克、ミヤギテレビ／相楽大輔、テレビ新潟／道場拓也(哉)、静岡第一テレビ／市村智明、福井放送／山本聡、中京テレビ／後藤和史、西日本放送／和家剛、広島テレビ／大橋秀雅、福岡放送／木村剛
- 企画協力：浅井企画、佐藤企画/CULEN（CU→第95回-）
- 制作協力：AX-ON、FITS（FIT→第99回-）
- デスク：齋藤智美（第99回-）
- 制作進行：渡辺絵美（以前は演出補►デスク）
- ディレクター：山本修一（以前は演出補►ディレクター►演出►チーフディレクター）、小室圭子、西川裕（以前は演出補）、永井大輔（永井→一時離脱►復帰）、加藤健太（加藤→以前は演出補、一時離脱►復帰）、黒川勝功、片岡明日香（黒川・片岡→共に第100回）、鈴木凌裕、小川楓英（鈴木・小川→共に第100回、第99回は演出補）
- 演出：田中裕樹（第99回-）、徳永清孝（徳永→以前はディレクター）
- プロデューサー：上田崇博（第99回-）、田中俊光（第100回）/若松七重（第94回-）、平井秀和（以前は演出補）、国部有紀（第99回-）、佐藤三羽一（第97回-）、阿部友紀（第100回）
- ゼネラルプロデューサー：髙橋利之（第99回-）
- チーフプロデューサー：原司（第99回-、第97,98回は統轄プロデューサー）
- 製作著作：日本テレビ

### 過去のスタッフ
- 監修：斎藤太朗（以前は演出►総監督►構成）
- 構成：大岩賞介、高平哲郎、河野洋、鈴木しゅんじ、徳江長政
- 技術：湯本典行、工藤恂児（工藤→第23,24,27,30,34,36,43,44,47,50回はカメラ）、秋山真（秋山→第32回はカメラ）、鈴木啓祐、小熊透、勝見明久、川畑勝歳、古川誠一、杉本裕治、木村博靖（木村→第61,62,72,82回はカメラ）、加藤浩、山本聡一、加賀金重郎（加賀金→第62,66,67,69,78回は音声）、三沢津代志、坂東秀明（坂東→一時離脱►復帰、第25,57回はカメラ）、高田憲一（第94,95回）
- テクニカルディレクター：羽場宏祐（第7回）、山田彦六（第8回）、大熊昇（第22回）、大西一孝（第25回）、矢野保夫（第23,24,27,29,30,32回）、田中元一（第28回）、貫井克次郎（第34-36,43,44,46-51回）、鈴木昭博（第99回）
- スイッチャー：滝沢壮治（第7,8,22-24,27,29,30,32,34-36,43,44,47-51,57回、第6回はテクニカルディレクター）、天野重幸（第25,28回）、小林宏義（第54,56回はカメラ）
- カメラ：小宮佑一（第6回）、長谷部義夫（第7回）、清宏（第8回）、上野昭司（第22回）、橋井龍男（第28回）、松村興（第29回）、新開宏（第35回）、角田洋子（第43,44,47,50,56,57回、第61,62回はスイッチャー）、高木冬夫（第60回）、望月達史（第65,67,69回）
- ミキサー→音声：友光秀男（第7,8回）、原泰造（第22,24,25,27-30,32,34-36回、第52回はテクニカルディレクター）、吾妻光良（第23回）、笹川秀男（第43,44,47,50回）、新名大作（第56,57回）、山口裕司（第61回）、酒井孝（第61,62,66,67,69,78,82回）、三橋浩司（第73,74回）、木本文子（第78回）、今村公威（第82回）、山口直樹（第99回）
- ビデオエンジニア：山中隆吉（第6,8,22回）、山岸真（第7,57回）、坂本誠二（第23,24,27,29回）、牧長春雄（第28回）、北村嘉明（第30回）、棚橋雅明（第25回）、鈴木利之（第32回）、一ノ瀬健次（第34-36回）、柴田康弘（第43回）、藤原慶太（第44,46回）、中鉢加奈子（第47回）、栗田文恵（第48,49,51回）、夏目充博（第50回）、茂木万人（第52,60,69回）、保坂雅一（第61回）、山下幸男（第62,82回）、時松淳一（第66回）、柳原拓実、八谷勇太郎
- 照明：赤司彰三（第6-8回）、稲葉栄一（第22-25,27-29回）、池田一夫（第28回）、高嶋一夫、亀谷秀樹（高嶋・亀谷→共に第22回）、川島弘（第23,24,27,29,30,32,36,43,44,47,50回）、細川登喜二（第30,32,34-36,43,44,47,50,57,61,62,66,67,69回）、奥山正樹（第34,35回）、大川俊行（第57,61,62,67,72回）、下平好実（第66回）、内藤晋（第82回）
- 美術：奥津徹夫、鈴木喜勝、高野豊、松崎純一、杉山知香、櫻場千尋（櫻場→第96-98回）
- 音楽効果：三神直、島野高一、小川彦一、伊藤博、金沢裕一
- デジタル展開：海野大輔、髙木静香（日本テレビ）、嶋田浩介、新津沙央理、山本浩伸（フォアキャスト・コミュニケーションズ）
- デジタル展開・視聴者投票：高橋直樹・岩長真理（日本テレビ）、椿原麻恵、服部塁、菊地真由子・小籔貴志（フォアキャスト・コミュニケーションズ、小籔→第97回は日本テレビ）
- 視聴者投票：中村貴士（フォアキャスト・コミュニケーションズ、第95回はデジタル展開兼務）、西隆太
- 技術協力：日放、東京音研、4Cast.co.jp
- タイムキーパー：宇田直美
- 編集：石川好己、高橋亮、石川浩通、杉浦堅一、横山亜希子、高橋亨、吉森浩、宮原明男、藤田信、二階堂明、中山朝生、波江野剛、小岩拓也、松﨑猛、嶋(島)野淳子、土井敬士、八木幹治、米山滋（OMNIBUS JAPAN）、今村慎（OMNIBUS JAPAN、一時離脱►復帰）、萩原誠（萩原→STUDIO38、第97,98回）、森本圭（STUDIO38、第99回）
- MA：日吉寛、秋葉恒雄、坂井真一、竹岡良樹、西村善雄（OMNIBUS JAPAN）、清水伸行（OMNIBUS JAPAN、一時離脱►復帰）、高橋誠（STUDIO38、第99回）
- 企画協力：ジャニーズ事務所（第65-94回）
- 制作協力：日本テレビエンタープライズ、WAONZ（WAO→第95-98回）
- 編成：薗田恭子（以前は広報）、毛利忍、前田伸一郎、中村圭吾、鯉渕友康、越部憲洋、下田明宏、横田崇、久保真一郎、植野浩之、島田美帆、阿部寿徳、渡邊真誉、西野真貴（西野→第95回）
- 広報：能条容子、染井将吾、織田弘美、保坂朱美、立柗典子、神山喜久子、片岡英彦、小串理江、向笠啓祐
- 宣伝：西室由香里（一時離脱►復帰、第95回は広報）
- 協力(第99回)：静岡第一テレビ／松野真也、福井放送／今川俊、中京テレビ／瀬古隆司、西日本放送／岡野哲士、広島テレビ／長野正実
- デスク：長沼愛子、市川真由美、大岡伸江、斎藤みさ子、芝本美樹、府川麻衣子
- アシスタント：北島譲
- 演出補：長濱愛子、横山正悟、杉本恵美子、田澤直樹、西浜昭夫、気賀沢宏隆、田中信幸、川北裕美、有村伸一郎、市野雅一、長田誠、山中敏親、玉置幸典、山下兼用、今村峰子、小林美香、大野眞奈美（大野→以前はデスク）、長島由貴、野村仁志、黒米倫子、正田綾、辻本真紀、斉藤広和、沖本繁彦、森野好(耕)、豊田莉加（豊田→第95回）、鈴木千里、森大祐（森→第96回）、布施谷美紀、武田沙織（共に第97回）、澤野由佳、谷本薫香（共に第98回）
- ディレクター：大空雅彦、守屋吉謙、田中勝利、中田洋、高野正樹、平野進、渡辺正伸、小野元、関まほろ、諏訪陽介、鈴木圭介、合田伊知郎、藤本洋平[注 25]、波塚康司、陶山桂輔、末延靖章、早川義人、高橋慎耶、小島隆彰、長谷川嘉紀、奥陽介（大空〜高野・関・諏訪・波塚→共に以前は演出補）/森下泰男（森下→以前は演出補）、鈴木豊人、矢野昭彦、服部孝司（服部→第96回）、亀井清行、峯村翼（峯村→第98回）、宇津浩二、栗栖政文、久保田廉也（久保田→第99回）
- 演出：大友孝行、西田弘一、五歩一勇治、石尾純、瓜生健、鈴木淳一（西田→以前は演出補、石尾→以前はディレクター、大友・鈴木→共に以前は演出補►ディレクター）
- プロデューサー：五歩一勇（以前は演出）、原薫太郎（原→第23回は制作）、篠木爲八男、小俣匡彦、吉川保志（吉川→以前は演出補►ディレクター►演出）、大森美孝、面高直子、笹尾光、宮嶋章（宮嶋→以前は制作）、似鳥利行、中西健、斎藤政憲、今井康則（今井→第96-98回）、日向野明（日向野→以前はディレクター）
- 統轄プロデューサー：南波昌人（第94-96回、以前は演出►ディレクター►プロデューサー）
- 制作→チーフプロデューサー：池田文雄、萩原敏雄、岡崎和彦、高橋靖二、太田杜夫、田中義一、高橋進、加藤光夫、安田穣、吉岡正敏、棚次隆、柏木登、佐野讓顯、吉田真、土屋泰則、古野千秋（古野→以前はディレクター►演出・プロデューサー）、鈴木雅人、大野彰作、森實陽三、糸井聖一（糸井→第95回、以前は編成）、伊東修（伊東→第96回）、倉田忠明（倉田→第97,98回）

### グランドチャンピオン大会（2025年）
- 監修：神戸文彦
- 構成：喰始/鶴間政行、関根清貴、柏田眞志
- テクニカルマネージャー：小椋敏宏
- テクニカルディレクター：荻野高康、杉本麻也（杉本→ytv）
- スイッチャー：早川智晃
- カメラ：大庭茂嗣、野口忠繁（野口→ytv）
- 音声：清水新太郎、池永裕一（池永→ytv）
- パブリックアドレス：木村幸弘
- ビデオエンジニア：菊地健（ytv）
- 照明︰小笠原雅登、二位裕之
- 美術：栗原純二、茂木大輝
- デザイン：北村春美
- 大道具：海老沼浩二、橋本敦
- 音楽効果︰石橋裕司、西谷香澄
- タイムキーパー︰矢島由紀子
- 編集：森本圭（STUDIO38）
- MA：高橋誠（STUDIO38）
- 技術協力：NiTRO、ytv
- プロモーション：梶原美緒、村上淳一
- 翻訳︰田中健暁、渡邊衣里
- ナレーター︰忽滑谷こころ・澁谷善ヘイゼル（共に日本テレビアナウンサー）
- 協力︰2025年国際博覧会協会、日本コンベンションサービス、中京テレビ／瀬古隆司、笠井千央
- 企画協力：浅井企画、佐藤企画/CULEN
- 制作協力：AX-ON、FITS
- デスク：齋藤智美
- ディレクター：山本修一、小室圭子、西川裕、加藤健太、小川颯英、清水麻未、野本開、纐纈明日香
- 演出：田中裕樹、徳永清孝
- プロデューサー︰上田崇博、田中俊光/若松七重、平井秀和、国部有紀、佐藤三羽一、阿部友紀
- ゼネラルプロデューサー：髙橋利之
- チーフプロデューサー：原司
- 製作著作：日本テレビ

## 関連番組
- 欽ちゃんの仮装大賞おもしろ裏話！嗚呼、仮装大賞（1983年（昭和58年）4月23日）
- 欽ちゃんの爆笑仮装大賞スペシャル･第20回記念!!オールスターが素人に挑戦!傑作仮装大会（1987年（昭和62年）4月2日）
- 仮装大賞10周年記念!欽ちゃんの仮装大賞裏表全部見せます（1988年（昭和63年）11月19日）
- 欽ちゃんの仮装大賞裏表全部見せますPart.2（1992年（平成4年）2月20日）
- 欽ちゃんの仮装大賞裏表全部見せますPart.3（1995年（平成7年）3月11日）
- 欽ちゃんの仮装大賞裏表全部見せますPart.4（1996年（平成8年）2月24日）
- 欽ちゃんの仮装大賞まるごと50回分全部見せます（1997年（平成9年）2月22日）
- 欽ちゃんの仮装大賞!どうしてこんなに・爆笑一生懸命物語（1999年（平成11年）2月6日）
- 欽ちゃん&香取慎吾の全日本仮装大賞 ミンナが選ぶ名作&名場面ベスト20（2007年（平成19年）10月20日）
- 欽ちゃん香取慎吾の元気が出る仮装大賞!汗と涙と感動の71作品大連発スペシャル!!（2011年（平成23年）3月17日）
- 徳光和夫のトクセンお宝映像!「欽ちゃんが見つめた"全日本仮装大賞"33年間」（BS日テレ、2012年（平成24年）4月11日）

## 関連商品
- 「新!仮装大賞パネル」（タカラトミー）

得点パネルを模したミニチュアモデル。